# Хаумагалу
Хаумагалу је ненасељено острвце у саставу атола Нукунону у оквиру острвске територије Токелау у јужном делу Тихог океана. Налази се у североисточном делу атола, између острваца Апија и Нијутутахи. Прекривено је тропским растињем.